# Kazalnica Miętusia

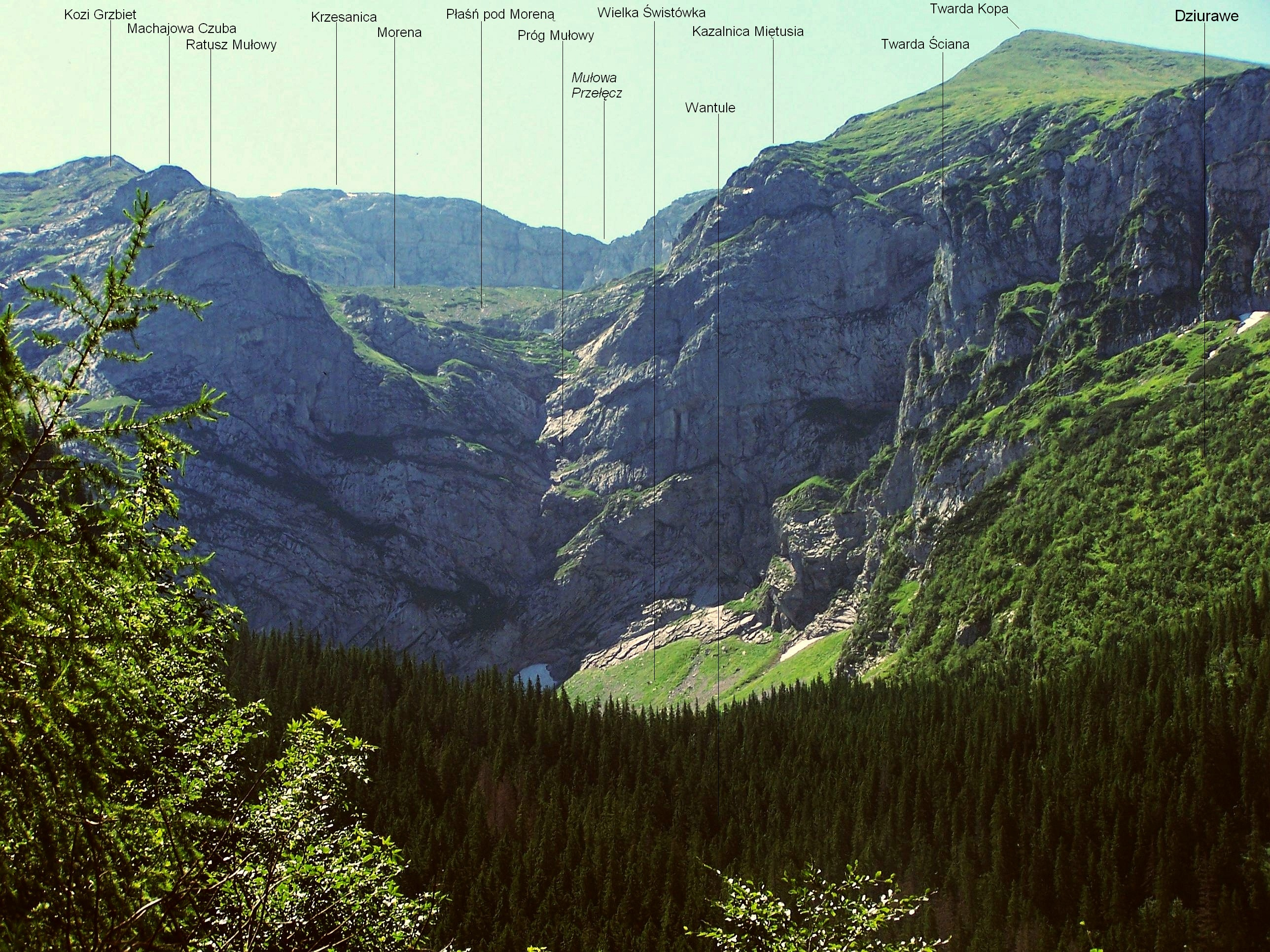
Widok ze szlaku przez Kobylarzowy Żleb

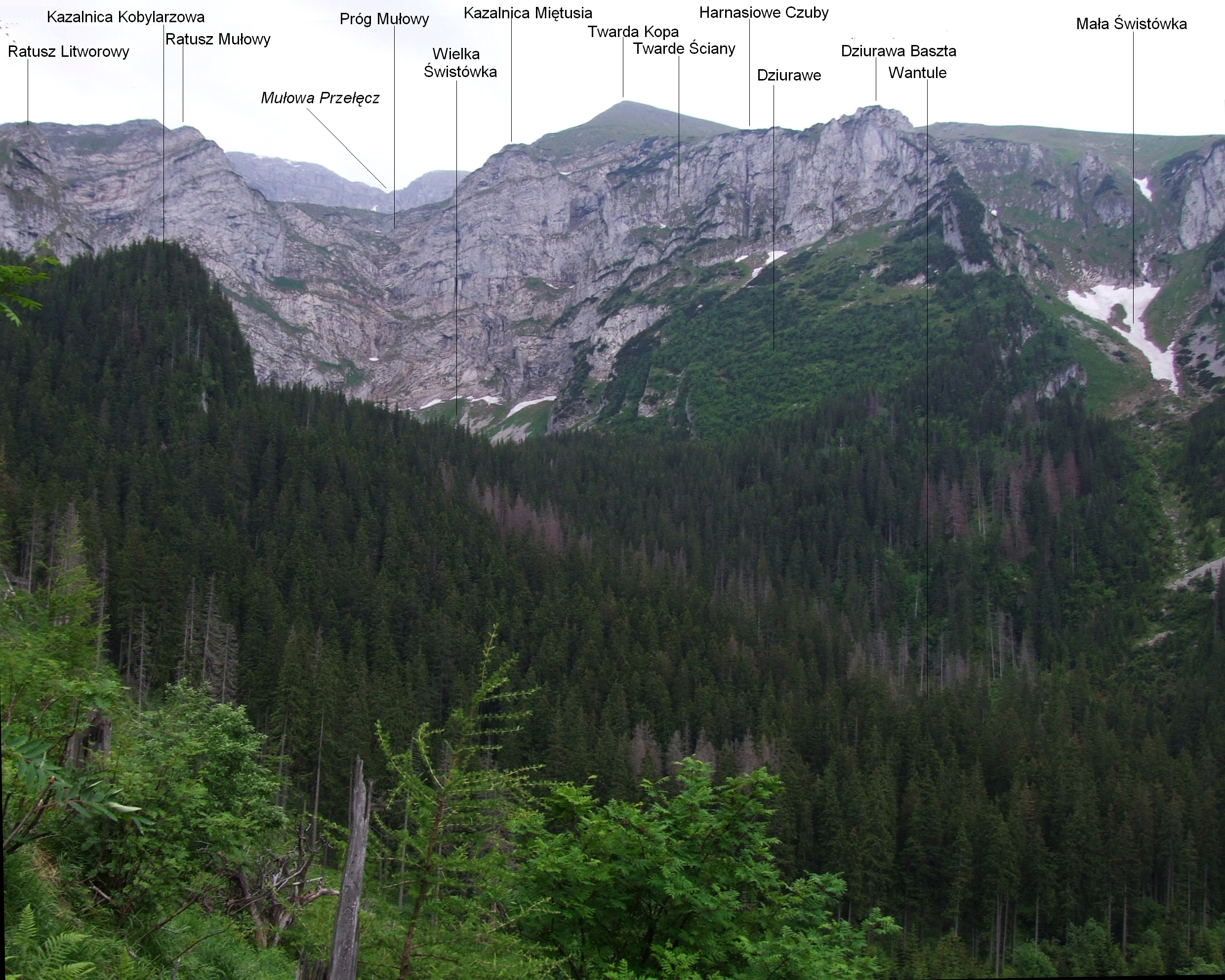
Kazalnica Miętusia na tle sąsiednich formacji skalnych

Kazalnica Miętusia (ok. 1805 m n.p.m.) – potężne urwisko skalne i ściana, jakimi do kotła lodowcowego Wielkiej Świstówki w Dolinie Miętusiej opada północna, bardzo niepozorna grzęda Twardej Kopy. Władysław Cywiński uważa, że „jest to najwspanialsze urwisko całych Tatr Zachodnich. Porównanie z inną słynną Kazalnicą – Mięguszowiecką – wypada też raczej na korzyść tu opisywanej. Trudności – zbliżone. Tu jednak występuje większe ich nasycenie. Mniejsze natomiast nasycenie ludźmi. Mniejsza ilość tkwiącego w ścianie «żelastwa»”. Od wschodniej strony Kazalnica Miętusia wznosi się nad Doliną Mułową. Od Progu Mułowego oddziela ją żlebowata depresja. Od góry, z Twardego Grzbietu Kazalnica Miętusia jest tylko płaskim i trawiastym zakończeniem grzędy, od Wielkiej Świstówki natomiast jest to potężne urwisko o wysokości około 300 m. W urwisku tym znajduje się wiele jaskiń, m.in.: Śnieżny Awen, Jaskinia Lodowa Miętusia, Studnia w Kazalnicy, Komin w Kazalnicy Miętusiej, Jaskinia Lodowa Mułowa, Szczelina Miętusia oraz Jaskinia Marmurowa.
W Kazalnicy Miętusiej wyróżnia się trzy piętra z kominami, zacięciami i depresjami, oddzielone poziomymi, wąskimi zachodami. Wśród formacji skalnych występuje m.in. Wielki Komin, Górne Półki, Dolne Półki, Sufit, Gzyms Nowińskiego i Studnia – depresja o wysokości 45 m, średnicy ok. 3 m i tak pionowa, że można w niej wspinać się bez użycia światła. Wszystkie drogi wspinaczkowe opisuje Władysław Cywiński w przewodniku Tatry. Cz. 3.
Od Kazalnicy Miętusiej zaczyna się wysoka ściana zwana Twardą Galerią, jaką Twardy Grzbiet opada do Doliny Miętusiej. Ściana ta ciągnie się po Dziurawą Basztę. Tylko jej górna część z Kazalnicą Miętusią opada bezpośrednio do piargów Wielkiej Świstówki, dolna część natomiast do skalistego zbocza zwanego Dziurawym, które opada do Wantuli. Jak pisze Władysław Cywiński: tutaj „znajdują się najpoważniejsze wapienne urwiska całych Tatr: ściany Ratusza Mułowego i Kazalnicy Miętusiej. Ustępują one wysokością ścianom Giewontu i Wielkiej Turni, lecz przewyższają je nagromadzeniem trudności. Ilość rozwiązanych i nierozwiązanych problemów o charakterze skałkowym jest tu prawie nieograniczona”. Pionierem w taternickim zdobywaniu tych ścian był Leszek Nowiński, który dokonał tutaj wielu pierwszych przejść. Wśród pięciu dróg wspinaczkowych w Kazalnicy Miętusiej on jest autorem czterech. Obecnie jednak są to zamknięte dla taterników obszary ochrony ścisłej Tatrzańskiego Parku Narodowego (obszar ochrony ścisłej Wantule Wyżnia Mała Łąka). Dyrekcja parku zezwala na dostęp do tych ścian tylko (z licznymi ograniczeniami) grotołazom penetrującym nie do końca zbadane jaskinie.